# Felix Angelo Bautista
Felix Angelo Bautista (Malolos, 20 mei 1896 - 12 april 1990) was een Filipijnse advocaat en rechter. Bautista was rechter van het Hooggerechtshof van de Filipijnen van 1950 tot 1956. Daarvoor was Bautista Solicitor General of the Philippines van 1948 tot 1950.

## Biografie
Felix Angelo Bautista werd geboren op 20 mei 1896 in Malolos in de Filipijnse provincie Bulacan. Zijn ouders waren Felix Bautista en Leocadia Angela. Nadat hij in 1914 magna cum laude een Bachelor of Arts-diploma behaalde aan de Ateneo de Manila University studeerde Bautista rechten aan de University of the Philippines. In 1918 rondde hij ook deze studie succesvol af en slaagde hij tevens voor het toelatingsexamen (bar exam) van de Filipijnse balie. Aansluitend studeerde Bautista aan de Universiteit van Georgetown in de Verenigde Staten, waar hij een Master-diploma rechten behaalde.
Na terugkeer in de Filipijnen werkte Bautista een jaar als advocaat voor hij in 1920 werd aangesteld als assistent-advocaat van de Philippine National Bank. Later was hij in dienst bij het Bureau of Justice, waar hij begon als assistent-advocaat en om 1938 assistent-aanklager. Een jaar later werd bautista benoemd tot rechter en een weer een jaar later tot districts-rechter. Hij werkte als rechter in Leyte,  Albay en Laguna. 
Vanaf 1946 was hij onderminister van Justitie totdat hij in 1948 werd benoemd tot Solicitor General of the Philippines. In deze periode verdedigde hij president Elpidio Quirino met succes in een afzettingszaak tegen hem. Na twee jaar in deze functie werd Bautista op 20 oktober 1950 door Quirino benoemd tot rechter van het Hooggerechtshof van de Filipijnen. Hij was rechter van het Hof tot 20 mei 1956.
Na zijn pensionering in 1966 werd hij samen met Cesar Bengzon en Alejo Labrador onderscheiden met een Code of Kalantiao Award. In 1967 werd Bautista nog benoemd tot president van de Philippine Constitution Association.
Bautista overleed in 1990 op 93-jarige leeftijd. Hij was getrouwd met Concepcion Jison en met haar kreeg hij zes kinderen.